# انسان‌زایی
انسان‌زایی Anthropogeny مطالعه خاستگاه انسانی است. این به سادگی مترادفی برای تکامل انسان توسط انتخاب طبیعی نیست، ولی تنها بخشی از فرآیندهای دخیل در خاستگاه انسانی است. افزون بر انتخاب طبیعی، بسیاری از عوامل دیگر نیز شامل عوامل اقلیمی، جغرافیایی، بوم‌شناختی، اجتماعی و فرهنگی بودند. انسان‌سازی، به معنای فرآیند یا نقطه انسان شدن، انسان‌سازی نیز نامیده می‌شود.